# 甲賀湖南道路
甲賀湖南道路（こうかこなんどうろ）は、滋賀県の甲賀市と栗東市を結ぶ計画の延長約30 kmの地域高規格道路である。栗東水口道路および水口道路として、現在栗東湖南ICから大野西交差点（甲賀市土山町大野）間が供用済みで、それより東から名神名阪連絡道路との交点までは調査中となっている。

## インターチェンジなど
- IC番号欄の背景色が■である部分については道路が供用済みの区間を示す。施設名欄の背景色が■である部分は施設が供用されていない、または完成していないことを示す。未開通区間の名称は仮称。開通区間の詳細は栗東水口道路および水口道路を参照。
- 全施設滋賀県に所在。

| IC 番号 | 施設名       | 接続路線名              | 備考 | 所在地 |
| ------- | ------------ | ----------------------- | ---- | ------ |
| -       | 栗東湖南IC   | E1 名神高速道路         |      | 栗東市 |
| -       | 大野西交差点 | 滋賀県道549号大野名坂線 |      | 甲賀市 |
| -       |              | E1A 名神名阪連絡道路    |      | 甲賀市 |